# Can Seguer (Riudellots de la Selva)
Can Seguer és una masia de Riudellots de la Selva (Selva) inclosa a l'Inventari del Patrimoni Arquitectònic de Catalunya.

## Descripció
Es traca d'un edifici de tres naus, dues plantes, vessants a laterals i cornisa catalana, que actualment es troba en estat d'abandonament.
El portal és adovellat d'arc de mig punt i la clau i les dues contraclaus han sofert un desplaçament vertical. Les obertures del primer pis són quadrangulars amb llinda monolítica i ampit motllurat i les de la planta baixa són senzilles. La part central i el costat dret tenen el parament de maçoneria de pedres irregulars i rajols i, a la banda esquerra, el mur és de rajols a la part superior. Probablement la casa va ser reconstruïda a finals del segle xix o principis del XX, però conservant l'estructura original i reaprofitant la finestra original col·locant-la al mateix lloc. A la façana també s'hi aprecia les restes d'un rellotge de sol fet sobre arrebossat de calç.
L'edifici original es troba voltat de construccions adossades. Al costat dret hi ha un cos amb vessant a façana de portal rectangular amb llinda monolítica i murs d'argila i rajols. I, a la banda esquerra, s'ha fet recentment un porxo amb vessant a lateral amb teulada sostinguda per bigues de formigó.
La part posterior de la casa té diversos coberts nous destinats a magatzem de maquinària agrícola.